# TV-3 (Rusia)
TV-3 este un canal de televiziune rusesc care este axat pe divertisment. În noul format, a fost lansat la 6 iunie 1994 la Sankt Petersburg. Difuzează în principal seriale TV de mister, științifico-fantastice și de fantezie. Acesta a fost cumpărat în 2006 de către compania ProfMedia (ПрофМедиа) al lui Vladimir Potanin,  care, la rândul său, a fost achiziționată de gigantul rus de gaze naturale Gazprom și plasat în divizia sa Gazprom Media în decembrie 2013.
Din iunie 1994 - 2001 a avut sediul la Sankt Petersburg, din 2001 la Moscova. A avut diverse sloganuri: „Canalul tău de film” (2003-2004), "Fantezie. Mistic. Aventuri ”(2007-2008), „Totul, cu excepția obișnuitului” (2015-2018) sau „Porniți imaginația, porniți TV-3” (de la 1 septembrie 2018).
TV-3 a fost acuzat de propaganda unor superstiții și ezoterism, inclusiv de prezentarea unor filme realizate din declarațiile unor oameni de știință scoase din context care au făcut să pară că oamenii de știință vorbeau cu prezentatorul TV-3.
În 2015, împreună cu REN TV a fost nominalizat de către Ministerul Educației și Științei al Federației Ruse ca „cel mai dăunător proiect pseudoștiințific (pentru răspândirea miturilor, amăgirilor și superstițiilor)”. În 2011, Consiliul Științific al Institutului Astronomic de Stat Sternberg (Государственного астрономического института) a emis o declarație în care a cerut oamenilor de știință ruși să nu acorde interviuri canalelor TV-3 și REN, din cauza abundenței programelor de televiziune pseudo-științifice de pe aceste canale.
În 2016, directorul Daria Legioni-Fialko a fost înlăturat pentru a se conforma noii legi privind mass-media, care impune ca programarea difuzării să fie condusă doar de cetățeni ruși fără dublă cetățenie.